# Alan Hinkes
Alan Hinkes, OBE (* 26. April 1954) ist ein englischer Bergsteiger aus Northallerton in North Yorkshire. Er war 1999 ein Honorary Fellowship der University of Sunderland. Die Ehrendoktorwürde der University of York wurde ihm im Jahr 2007 verliehen. Hinkes erhebt den Anspruch darauf, der erste britische Bergsteiger zu sein, der auf den Gipfeln aller 14 Achttausender gestanden hat. Seine Besteigung des Cho Oyu wird nicht anerkannt.

## Achttausender-Besteigungen
- 1987 – Shishapangma über eine neue Route an der Nordseite, mit Steve Untch (USA)[2]
- 1988 – Manaslu
- 1990 – Cho Oyu (Besteigung wird nicht anerkannt)
- 1991 – Broad Peak
- 1995 – K2
- 1996 – Mount Everest
- 1996 – Gasherbrum I
- 1996 – Gasherbrum II
- 1997 – Lhotse
- 1997 – Nanga Parbat (Versuch)
- 1998 – Nanga Parbat
- 1999 – Makalu
- 2000 – Kangchendzönga (Versuch)
- 2002 – Annapurna
- 2004 – Dhaulagiri
- 2005 – Kangchendzönga

Andere bekannte Aufstiege:
- 1988 Melungtse West (7023 m) über den Westgrat.[3]